# Bitter Moon
Bitter Moon ist ein britisch-französischer Thriller von Roman Polański aus dem Jahr 1992. Der Film basiert auf dem Roman Bitter Moon (Originaltitel: Lunes de fiel) von Pascal Bruckner.

## Handlung
Das britische Ehepaar Fiona und Nigel unternimmt eine Reise auf einem Kreuzfahrtschiff im Mittelmeer nach Indien, wo es den querschnittsgelähmten Amerikaner Oscar und seine Frau, die Französin Mimi, kennenlernt. Schnell erweckt die provokante Mimi das Interesse von Nigel; daher geht er auch auf das Angebot Oscars ein, ihm ihre Vorgeschichte zu erzählen:
Oscar, ein US-Amerikaner in seinen mittleren Jahren, ist nach Paris gezogen, um sich nach mehreren Misserfolgen als Schriftsteller zu etablieren. Eines Tages trifft er bei einer Busfahrt auf die jugendliche Tänzerin Mimi; nach einiger Zeit findet er sie in einem Restaurant wieder, wo sie als Kellnerin arbeitet. Die beiden beginnen eine leidenschaftliche Liebesbeziehung, die für Oscar nach kurzer Zeit aber langweilig und schließlich sogar zur Belastung wird. Um dem entgegenzuwirken, versuchen es die beiden in ihren Liebesspielen auch mit Bondage und Sadomasochismus. Als Oscar sich von ihr trennt, kehrt Mimi dennoch zu ihm zurück, sie beschwört ihn, dass sie ohne ihn nicht leben könne und um jeden Preis bei ihm bleiben wolle. Oscar willigt ein, behandelt sie aber schlecht und demütigt sie in aller Öffentlichkeit, um sie wieder loszuwerden. Als sie von ihm schwanger wird, macht er ihr klar, dass er ein schlechter Vater wäre. Mimi lässt eine Abtreibung vornehmen. Als sie genesen ist, schenkt ihr Oscar eine gemeinsame Flugreise in die Karibik, verlässt das Flugzeug jedoch kurz vor dem Start wieder.
Oscar stürzt sich ins Pariser Nachtleben und hat über die folgenden zwei Jahre zahllose One-Night-Stands, bis er bei einem Verkehrsunfall verletzt wird. Mimi ist inzwischen zurückgekehrt und besucht ihn überraschend im Krankenhaus. Sie stürzt den mit einem gebrochenen Bein fixierten Oscar aus dem Bett, so dass er von der Hüfte abwärts gelähmt ist. Oscar sitzt nun im Rollstuhl und ist ganz auf ihre Hilfe angewiesen. Mimi beginnt nun damit, sich an ihm zu rächen. Zwischen ihnen entwickelt sich ein Machtkampf, wobei die Macht-Ohnmacht-Spiele bisweilen auch Tabugrenzen überschreiten, etwa ein Liebesakt von Mimi in Hörweite von Oscar. An seinem Geburtstag, an dem er von Selbstmordgedanken geplagt ist, bekommt er von Mimi eine Pistole geschenkt. Oscar und Mimi scheinen trotz allem aufeinander angewiesen zu sein und heiraten schließlich.
Fiona und Nigel, zunächst nur Zuschauer, werden zunehmend miteinbezogen. Nigel begehrt Mimi trotz der Erzählungen und Warnungen von Oscar umso mehr und tanzt mit ihr auf einer Silvesterparty. Fiona, die von Oscar herbeigeholt wurde, beobachtet die Szene. Sie ist von Nigel enttäuscht und tanzt nun selbst mit Mimi, wobei sie sich näherkommen. Als es auf See zunehmend stürmisch wird, endet die Party vorzeitig. Fiona verlässt die Feier zusammen mit Mimi. Nigel zieht sich frustriert in seine Kabine zurück, um sich zu betrinken. Als er später alleine aufwacht, schaut er besorgt nach Fiona. Er findet Fiona in Oscars Kabine, wo sie nackt neben Mimi schläft. Oscar erzählt ihm, dass er den beiden Frauen zugeschaut habe, während sie miteinander leidenschaftlichen Sex hatten. Nigel wird wütend und greift Oscar an die Kehle, doch der richtet eine Pistole auf ihn. Oscar lässt von Nigel ab, erschießt die schlafende Mimi und tötet sich anschließend selbst durch einen Schuss in den Mund. Als die beiden Leichen aus dem Schiff getragen werden, umarmen sich Fiona und Nigel, erschüttert von dem Vorfall.

## Synchronisation
Die deutsche Synchronisation entstand im Auftrag der Deutschen Synchron, unter der Leitung von Karlheinz Brunnemann in Berlin.
| Rolle                    | Schauspieler         | Deutsche Sprecher  |
| ------------------------ | -------------------- | ------------------ |
| Nigel Dobson             | Hugh Grant           | Patrick Winczewski |
| Fiona Dobson             | Kristin Scott Thomas | Christin Marquitan |
| Mimi (Micheline Bouvier) | Emmanuelle Seigner   | Daniela Hoffmann   |
| Oscar Benton             | Peter Coyote         | Reinhard Kuhnert   |
| Mr. Singh                | Victor Banerjee      | Norbert Langer     |

## Hintergrund
- Der Titel Bitter Moon (wörtlich „Bittermond“) ist das Gegenteil des englischen Begriffs honeymoon (wörtlich „Honigmond“), was Flitterwochen bedeutet. Ein regelrechtes Wortspiel ist der französische Titel, der den gewöhnlichen Ausdruck lune de miel (wiederum „Honigmond, Flitterwochen“), in das ähnlich lautende Lunes de fiel „Monate der Galle“ verändert.
- Für die Rolle des Oscar war ursprünglich James Woods vorgesehen.
- Die Dreharbeiten fanden unter anderem in Paris und auf dem griechischen Kreuzfahrtschiff Odysseus statt.[2]
- Emmanuelle Seigner ist seit 1989 die Ehefrau von Roman Polański.
- Als Nebenprojekt zur Filmmusik realisierte Vangelis 1990 auch das Album The City, in dem Polański und Seigner Gastauftritte haben.
- Nachdem Oscar eifersüchtig eine Party vorzeitig verlässt, schaut er sich den Film Es war einmal in Amerika an.

## Kritiken
“Polanski directs it without compromise or apology, and it’s a funny thing how critics may condescend to it, but while they’re watching it you could hear a pin drop.”

„Polanskis Regie ist ohne Kompromiss oder Rechtfertigung und es ist schon seltsam zu sehen, wie herablassend einige Kritiker den Film behandeln, doch konnte man eine Stecknadel fallen hören, während sie den Film sahen.“